# شادكام (إقليد)
شادكام (بالفارسية: شادکام) هي قرية تقع في البلدة المركزية في إيران. يقدر عدد سكانها بـ 92 نسمة بحسب إحصاء 2016.